# Thomas P. Sherman

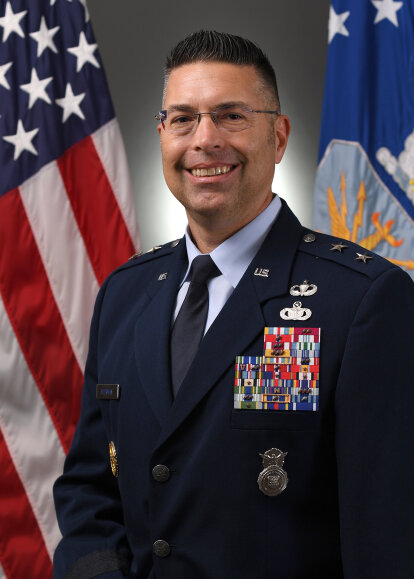
Thomas P. Sherman (1924)

Thomas P. Sherman (* um 1973) ist ein Generalmajor der United States Air Force. Zurzeit (Dezember 2024) ist er stellvertretender Leiter (Superintendent) der United States Air Force Academy. Zwischen Juni und August 2024 war er kommissarischer Leiter dieser Institution.

## Leben
Im Jahr 1995 absolvierte Thomas Sherman die United States Air Force Academy in Colorado Springs. Nach seiner Graduation wurde er als Leutnant in das Offizierskorps der Air Force aufgenommen. In der Folge durchlief er alle Offiziersgrade vom Leutnant bis zum Zwei-Sterne-General.
Im Lauf seiner militärischen Karriere absolvierte er verschiedene Kurse und Schulungen. Dazu gehörten unter anderem die Squadron Officer School auf der Maxwell Air Force Base in Alabama, die United States Army Jumpmaster School, die Naval Postgraduate School, das National War College in Fort Lesley J. McNair in Washington, D.C. und das National and International Security Leadership Seminar. Außerdem erhielt er einen akademischen Grad von der California State University, San Bernardino.
Im Unterschied zu vielen anderen Offizieren der Luftwaffe wurde Sherman nicht zum Piloten ausgebildet. Nach seiner Graduation an der Akademie diente er in verschiedenen Funktionen als Stabsoffizier und Kommandeur auf fast allen Ebenen der Luftwaffe. Zwischen Januar 1998 und Januar 1999 war er auf der Kunsan Air Base in Südkorea stationiert. Danach war er bis Juni 2001 in Italien auf der Aviano Air Base bei der 31. Schwadron (31st SFS) tätig. Im Vorfeld des Irakkriegs war Sherman in den Vereinigten Arabischen Emiraten bis zum August 2002 Sicherheitsoffizier und dann Kommandeur der 380. Sicherheitsschwadron (380th Expeditionary SFS). Zwischen März und September 2005 kommandierte er in Bagdad die 447. Sicherheitsschwadron (447th Expeditionary SFS).
Im weiteren Verlauf kommandierte er auf der Sembach Air Base in Deutschland zwischen Mai 2006 und Juli 2008 die 786. Sicherheitsschwadron (786th Security Forces Squadron). Nach seinem Studium an der Naval Postgraduate School war Thomas Sherman zwischen Januar 2010 und Mai 2012 Unterabteilungsleiter im Stab der Joint Chiefs of Staff in Washington. Es folgte eine Versetzung zur Bagram Air Base in Afghanistan, wo er zwischen Mai 2012 und Mai 2013 die 455. Sicherheitsschwadron (455th Expeditionary SFS) kommandierte.
Nach seinem bis zum Juli 2014 andauernden Studium am National War College wurde er zur Lackland Air Force Base in Texas versetzt. Dort kommandierte er zwischen Juli 2014 und Juli 2016 die 37. Ausbildungsgruppe (37th Training Group). Er blieb danach noch bis zum Juli 2017 auf dieser Basis, wo er dem Stab des Air Force Installation Mission Support Centers angehörte. In der Folge wurde er auf der Peterson Air Force Base in Colorado mit dem Kommando über die als Detachment 1 bezeichnete Untereinheit des Air Force Installation and Mission Support Center betraut. Diese Aufgabe nahm er bis zum Juni 2018 wahr.
Anschließend kommandierte er bis zum Juni 2020 auf der Wright-Patterson Air Force Base in Ohio das 88. Luftbasisgeschwader (88th Air Base Wing). Sein nächster Auftrag führte ihn zum Stab des Verteidigungsministeriums, dem er bis Mai 2022 angehörte. Danach war er bis Juni 2024 in unterschiedlichen Funktionen im Stab des Hauptquartiers der Luftwaffe tätig. Seit Januar 2023 leitete er dort die Unterabteilung für Sicherheitskräfte (Director of Security Forces).
Sein nächster Auftrag führte ihn nach Colorado Springs zur United States Air Force Academy. Dort erhielt er die Stelle des stellvertretenden Leiters (Superintendent) dieser Ausbildungsstätte. Diese Aufgabe nimmt er bis heute (Dezember 2024) wahr. Zwischen dem 1. Juni und dem 2. August 2024 musste er als kommissarischer Kommandeur die vorübergehende Leitung der Schule übernehmen. Dabei überbrückte er die Zeit zwischen dem Ausscheiden des vorherigen Superintendenten Richard M. Clark und dem Amtsantritt von dessen offiziellem Nachfolger Tony D. Bauernfeind.

## Daten der Beförderungen
| Abzeichen | Rang               | Jahr             |
| --------- | ------------------ | ---------------- |
|           | Second Lieutenant  | 31. Mai 1995     |
|           | First Lieutenant   | 31. Mai 1997     |
|           | Captain            | 31. Mai 1999     |
|           | Major              | 1. August 2005   |
|           | Lieutenant Colonel | 1. März 2009     |
|           | Colonel            | 1. Oktober 2014  |
|           | Brigadier General  | 20. August 2021  |
|           | Major General      | 5. Dezember 2023 |

## Orden und Auszeichnungen
Thomas Sherman erhielt im Lauf seiner militärischen Laufbahn unter anderem folgende Auszeichnungen:
- Defense Superior Service Medal
- Legion of Merit
- Bronze Star Medal
- Defense Meritorious Service Medal
- Meritorious Service Medal
- Joint Service Commendation Medal
- Air and Space Commendation Medal